# Camponotus vigilans
Camponotus vigilans är en myrart som först beskrevs av Smith 1858.  Camponotus vigilans ingår i släktet hästmyror, och familjen myror. Inga underarter finns listade.